# 海外たすけあい
海外たすけあい（かいがいたすけあい）とは、日本放送協会（NHK）と日本赤十字社の主催により1983年に開始された募金キャンペーンのことである。

## 概要
世界各地の紛争や自然災害、病気などの被災者救援、保健衛生、及び災害対策の分野における開発事業を実施するための募金として、毎年12月1日から12月25日まで実施される。
同時期に実施される歳末たすけあい（NHK・共同募金会主催）と併せて「NHK歳末・海外たすけあい」と称されることもある。誤解されがちであるが、歳末たすけあいは赤い羽根共同募金の一環として実施されており、日本赤十字社の事業として行われているものではない。当初は国際赤十字120周年、NHKのテレビ放送開始30周年記念事業の一環として2月に単独で行われていたが、運営の効率化を図るため程なく歳末たすけあいとの併催となった。
YMCAの年末街頭募金、国際連合児童基金のハンド・イン・ハンドと共に、年末に実施される国際活動支援のための募金キャンペーンとして広く知られている。
海外たすけあいで集まった募金額は、「紛争で苦しむ人への支援」「災害で苦しむ人への支援」「病気から身を守るための支援」のおもに3つの分野の活動を通して、支援を必要とする世界の人々のために活用される。

## 募金の使途

### 紛争で苦しむ人への支援
- アフリカ諸国（コンゴ・ソマリア・スーダン・マリ・ニジェール・南スーダン）の紛争犠牲者への支援
- 中東(イエメン・イラク・パレスチナ・イスラエル)の人道支援、紛争犠牲者支援
- シリア情勢不安支援
- カザフスタンの紛争で離散した家族の再会支援事業

### 災害で苦しむ人への支援
- インドネシア・コミュニティ防災事業
- パキスタン洪水被災者救援
- フィリピン台風災害被災者救援
- ベトナム災害対策事業
- スーダン・ソマリア・ブルキナファソの食料危機救援
- チェルノブイリ災害犠牲者支援
- マレーシアの災害で離散した家族の再会支援事業
- 緊急の災害対応・救援物資の整備費

### 病気から身を守るための支援
- アジア保健衛生支援・地域組織強化
- カンボジア・ミャンマー救急法普及支援事業
- ウガンダ母子保健事業
- シエラレオネ母子保健事業
- 中央・東アフリカ地域の保健衛生支援
- 青少年に対する教育等の支援

## 若年層への普及
日本赤十字社では、「赤十字思想誕生150周年」を迎える2013年度以降、明治学院大学（創設150年）と共同宣言（ボランティア・パートナーシップ・ビヨンド150）を締結し、学生など若い世代にボランティア参加を広げていくため、両者が持つ情報や資源の相互提供に務めている。この共同宣言が締結された背景には、日本赤十字社、明治学院大学ともに「国内外の様々な人道的課題に取り組むためには、ボランティアの力が不可欠であり、特に若者の力が求められている」という共通の認識があったことが大きい。
海外たすけあい広報Youth!は、日本赤十字社と明治学院大学の共同プロジェクトの一環として、海外たすけあいを若年層に普及、協力の要請を行う目的で結成されたプロジェクトチームである。このチームには明治学院大学の学生に加え、東京都青年赤十字奉仕団に所属する明治大学、中央大学、跡見学園女子大学の学生も参加し、「10代、20代の人たちに海外たすけあいについて興味を持ってもらう」という使命のもと、2013年9月より同年12月までの期間限定でいろいろな活動に取り組んでいる。
なお、若者世代へ赤十字の使命と活動を知ってもらうというキャンペーン自体は2011年から実施されているものであり、2012年の海外たすけあい関連イベント「赤十字シンポジウム2012」では、子どもたちに「たすけあうことの大切さ」を考えてもらおうと、小学校から高校までの50人ほどの子どもたちを招待し、若年層への海外たすけあいへの関心を高める活動を継続して実施している。

## 関連番組
NHKでは、毎年11月下旬～12月上旬にかけて、海外たすけあいの関連番組が放送される。
- TVシンポジウム（Eテレ）

毎年10月に催される「赤十字シンポジウム」の模様を放送
- あなたのやさしさを（総合テレビ）

歳末・海外たすけあいのオープニングイベントである「あなたのやさしさを」を録画中継

## 募金方法
以下の方法により、「海外たすけあい」への募金が可能である。
- ファミリーマート「Famiポート」
- 日本赤十字社の寄付申込サイト
- 街頭募金
- NHK・日本赤十字社の窓口での募金
- あつまれ!ワンワンわんだーらんど→ワンワンわんだーらんど・おかあさんといっしょファミリーコンサート会場での募金及び入場料収入・拠出金